# W 1 (sommergibile Italia)
Il W 1 è stato un sommergibile della Regia Marina.

## Storia
Prestò per servizio per oltre un anno nella Royal Navy, poi, con i gemelli, fu acquistato dalla Regia Marina che intendeva rafforzare la propria componente subacquea.
Il tenente di vascello Giovanni Ferretti lo prese in consegna a Portsmouth nell'agosto 1916 e ne assunse il comando, trasferendolo in Italia, nella base di Brindisi. Dislocato nel porto pugliese, il sommergibile entrò a far parte della III Squadriglia Sommergibili.
Tuttavia, prima ancora di iniziare l'attività operativa sotto la nuova bandiera, fu mandato nell'Arsenale di Taranto per essere sottoposto ad approfonditi lavori di manutenzione, protrattisi sino al gennaio 1918.
Finalmente in servizio, fu impiegato nella difesa di Valona pattugliando le acque prospicienti la base albanese.
Nuovamente inviato a Taranto per lavori nel maggio 1918, non ebbe più modo di prendere parte a missioni belliche.
Radiato nel settembre 1919 fu demolito.